# Distretto di Yahyalı
Il distretto di Yahyalı (in turco Yahyalı ilçesi) è uno dei distretti della provincia di Kayseri, in Turchia.